# Académie du Tibre
L‘Académie du Tibre (Accademia tiberina en italien), est une société savante fondée à Rome en 1813.

## Objectifs
L‘Académie du Tibre se fixe pour but de « cultiver les sciences et les lettres latines et italiennes ».

## Évolution
À la suite du nouveau statut du 21 janvier 1955, le nom de l’Institution a été modifié en Académie en « Accademia Tiberina, Istituto di Cultura Universitaria e di Studi Superiori » (Académie du Tibre, Institut de culture universitaire et d’études supérieures.